# シュコダ33Tr
シュコダ33Tr（Škoda 33Tr）は、チェコのシュコダ・エレクトリックが展開するトロリーバス車両。バスメーカーのSORリブハヴィが製造した車体を用いており、シュコダ33Tr SOR（Škoda 33Tr SOR）と呼ばれる事もある。

## 概要
2000年代以降、シュコダ・トランスポーテーションの子会社であるシュコダ・エレクトリックは、国内外のバスメーカーと契約を結んだ上で、各社が製造した車体を用いたトロリーバスの製造・展開を行っている。そのうちシュコダ33Trは、チェコのバスメーカーであるSORリブハヴィが展開するNS 18と同型の車体を用いた形式である。
全長18,750 mmの連節バスで、車内は全て床上高さ330 - 340 mmに抑えられた低床構造を有している。電気機器はシュコダ・エレクトリック製のものが用いられており、主要な機器は車両の屋根上に搭載されている。また、顧客の要望に基づき充電池を搭載する事も可能である。

## 運用
2022年現在製造されているのは、チェコ・テプリツェ市内のトロリーバスであるテプリツェ・トロリーバスに在籍する1両である。これは2018年に32Trと共に発注が行われたものであり、試運転を経て2019年10月から営業運転に投入されている。
一方、2024年にはチェスケー・ブジェヨヴィツェ市内のトロリーバス路線であるチェスケー・ブジェヨヴィツェ・トロリーバス向けに35両の量産車の生産が決定しており、これらの車両は架線が無い区間でも最大12 km走行可能な充電池が搭載される。導入は2025年から2026年にかけて行われ、旧型車両を置き換える事になっている。また、テプリツェ・トロリーバスについても2025年以降2両が増備される予定である。チェコ国外についても、2025年にはエストニアの首都・タリンのトロリーバス（タリン・トロリーバス）の近代化の一環として、2026年以降22両を導入する契約が交わされている他、同年にはドイツの都市・エスリンゲン・アム・ネッカーのトロリーバス（エスリンゲン・アム・ネッカー・トロリーバス）への導入も決定している。